# Bambusa amplexicaulis
Bambusa amplexicaulis är en gräsart som beskrevs av Wan Tao Lin och Z.M.Wu. Bambusa amplexicaulis ingår i släktet Bambusa och familjen gräs. Inga underarter finns listade i Catalogue of Life.